# Her Mad Bargain
Her Mad Bargain er en amerikansk stumfilm fra 1921 af Edwin Carewe.

## Medvirkende
- Anita Stewart som Alice Lambert
- Arthur Edmund Carewe som Grant Lewis
- Helen Raymond som Mrs. Henry Beresford
- Adele Farrington som Mrs. Gordon Howe
- Margaret McWade som Mrs. Dunn
- Percy Challenger som Parsons
- Walter McGrail som David Leighton
- Gertrude Astor som Ruth Beresford
- George B. Williams som Armand
- Ernest Butterworth Jr.
- Will Badger